# Joseph Somers
Joseph Somers (Wommelgem, 29 de maig de 1917 - Anvers, 25 de maig de 1966) va ser un ciclista belga que fou professional entre 1936 i 1950.
Durant aquests anys aconseguí 32 victòries, entre elles una Volta a Bèlgica i dues Bordeus-París.

## Palmarès
- 1936
  - 1r a Kontich
  - 1r a Deurne-Zuid
  - 1r a Lier
  - Vencedor d'una etapa del Circuit de l'Oest
- 1937
  - 1r a la Bordeus-París
  - Vencedor d'una etapa de la Volta a Bèlgica
- 1938
  - 1r a Lier
  - Vencedor d'una etapa de la Volta a Bèlgica
- 1939
  - 1r de la Volta a Bèlgica i vencedor de 3 etapes
  - Vencedor de 2 etapes de la Volta a Suïssa
  - Vencedor d'una etapa de la Volta a Luxemburg
- 1941
  - 1r a Bassevelde
  - 1r a les Tres Viles Germanes
- 1942
  - 1r a Merksem
- 1943
  - 1r del Gran Premi de Bèlgica
  - 1r a Kortrijk
  - 1r del Gran Premi de les Nacions
- 1944
  - 1r al Gran Premi de Valònia
  - 1r a Rumbeke
- 1945
  - 1r a Zonhoven
  - 1r a Eisden
  - 1r a Schaarbeek
  - 1r a Sint-Truiden
  - 1r a la Brussel·les-Sint-Truiden
  - Vencedor d'una etapa a la Dwars door België
- 1946
  - 1r al Circuit de les Ardenes flamenques - Ichtegem
- 1947
  - 1r a la Bordeus-París
- 1950
  - 1r a Tremelo